# Kolymská nížina
Kolymská nížina je nízko položená rovina na severozápadě Jakutska, v povodí řek Alazeja, Velká Čukočja a dolním toku řeky Kolyma. Táhne se 750 km podél řeky Kolymy od Východosibiřského moře po Čerského hřbet, mezi Alazejskou a Jukagirskou náhorní plošinou. Nadmořská výška začíná na 100 m s občasnými pahorky dosahujícími výšky 200 až 300 m. 
Nížina je složena z jezerně-říčních písčito-hlinitých a hlinito-písčitých půd (s mocností přibližně 120 m). Podnebí je subarktické. Vyznačuje se mrazovým a termokrasovým reliéfem s množstvím jezer a močálů. Na jihu dominují bahenní listnaté lesy a severně od 69° severní šířky je tundra s trávou a keři, která směrem na severozápad přechází do arktické tundry. Nacházejí se zde pastviny sobů.
Na jihozápadě Kolymské nížiny leží jezero Pavylon.